# Sabajanes
Sabajanes[cita requerida] (oficialmente San Mamede de Sabaxáns) es una parroquia española del municipio de Mondariz, perteneciente a la provincia de Pontevedra, en la comunidad autónoma de Galicia.

## Toponimia
El lugar puede aparecer referido como «Sabajanes», «Sabaxáns», «San Mamed de Sabajanes», «San Mamede de Sabaxáns» y «San Mamed de Sabaxáns».

## Historia
Hacia mediados del siglo XIX, el lugar, por entonces referido como una feligresía, tenía contabilizada una población de 473 habitantes. Aparece descrito en el decimotercer volumen del Diccionario geográfico-estadístico-histórico de España y sus posesiones de Ultramar de Pascual Madoz con las siguientes palabras:

SABAJANES (San Mamed): felig. en la prov. de Pontevedra (5 leg.), part. jud. de Puenteareas (2), dióc. de Tuy (5), ayunt. de Mondariz (1/2). sit. á las faldas de Montemayor; aires mas frecuentes N. y O; clima templado y sano. Tiene 110 casas en los l. de Agualevada, Costal, Cruceiro, Chan, Chan de Tornos, Iglesia, Hermelo, Pajareira y Portela. La igl. parr. (San Mamed) de la que es aneja la de San Juan de Piñeiro, está servida por un cura de segundo ascenso y patronato real y ordinario. Confina N. Estacas; E. Barcia de Mera; S. Longares, y O. Riofrio. El terreno es de mediana calidad; el bañan dos arroyos que bajan de Montemayor y desaguan en el r. Tea. prod.: maiz, centeno, patatas y algun vino; hay ganado vacuno y lanar; caza de conejos y perdices, y pesca de lampreas, anguilas y truchas. pobl.: 110 vec., 473 alm. contr.: con su ayunt. (V.).
(Madoz, 1849, p. 603)

En 2022, tenía empadronados 313 habitantes.

## Patrimonio
Hay en la parroquia una iglesia de San Mamed.